# Flamengos
Flamengos es una freguesia portuguesa perteneciente al municipio de Horta, situado en la Isla de Fayal, Región Autónoma de Azores. Posee un área de 14,13 km² y una población total de 1 494 habitantes (2001). La densidad poblacional asciende a 105,7 hab/km². Posee 1 128 electores inscritos.
- Datos: Q466262
- Multimedia: Flamengos (Horta) / Q466262

1. ↑  Worldpostalcodes.org,código postal n.º 9900-401.